# José María Morelos
Pour les articles homonymes, voir José María Morelos (homonymie).
José María Morelos y Pavón est un religieux et un indépendantiste mexicain, né le 30 septembre 1765 à Valladolid en Nouvelle-Espagne (actuellement Morelia, Mexique) et mort fusillé par le pouvoir espagnol le 22 décembre 1815 à San Cristóbal Ecatepec (actuellement dans l'État de Mexico).

## Biographie
Il suivit des études au collège San Nicolás de sa ville natale, où il fut le disciple de Miguel Hidalgo y Costilla, qui en était le recteur.
En 1797, à l'âge de 32 ans, il fut ordonné prêtre, et alla exercer son sacerdoce dans diverses paroisses pendant treize ans, avant de rejoindre en 1810 les partisans de Ferdinand VII, considéré comme étant le roi légitime. La rébellion contre le gouvernement de Joseph Bonaparte, menée par son ancien professeur Miguel Hidalgo, ne tarda pas à contrôler un vaste territoire dans le sud du Mexique.
Après la capture et l'exécution d'Hidalgo, Morelos se retrouva en première ligne et devint le chef de la rébellion contre Joseph Bonaparte.
Nommé à la tête de la Junte, il combattit avec efficacité contre l'armée du vice-roi et prit les villes d'Oaxaca (en 1812) et Acapulco, principal port du Mexique sur l'océan Pacifique, l'année suivante. À la fin de l'année 1813, il convoqua le Congrès de Chilpancingo, qui adopta une déclaration d'indépendance, promulgue la première Constitution à Apatzingán en 1814 et le nomma généralissime des forces insurgées.
Mais, en décembre de cette même année 1813, les forces espagnoles fidèles à Joseph Bonaparte le battirent à Santa María, l'obligeant dès lors à mener une guerre défensive. Il fut destitué de sa charge de généralissime, mais fit encore partie du triumvirat du Gouvernement suprême.
Acculé par les troupes envoyées par le vice-roi Calleja, il ne parvint pas à s'échapper et fut capturé en novembre 1815.
Le gouvernement royal ayant eu fait l'expérience, quatre ans auparavant (1811), du procès et de l’exécution du prêtre Miguel Hidalgo, procès qui fut tenu loin de la capitale et expédié à la hâte, ils décidèrent que le procès de Morelos fût mené par les plus hauts dignitaires, et au sein de la capitale. L'issue fut un verdict de culpabilité et d’exécution par des officiers civils. Défroqué par le clergé, ce dernier avait soumis Morelos au procès d’Inquisition ; il fut accusé de 23 chefs d'accusation. Conformément à la procédure, il eut un avocat de la défense, José Quiles. Il fut accusé de trahison, de déloyauté envers la Couronne, de transgressions dans sa vie privée. Les autorités civiles, quant à elles, l’accusèrent de trahison et le condamnèrent à mort.
Morelos fut fusillé par un peloton d’exécution le 22 décembre 1815, à San Cristobal Ecatepecun village alors isolé,  afin que son exécution ne provoquât pas de réaction de la population. Après sa mort, son lieutenant Vicente Guerrero prit la relève. 
Les restes de Morelos reposent dans le mausolée situé à la base d'El Ángel de la Independencia à Mexico, en compagnie de ceux de Juan Aldama, Ignacio Allende, Nicolás Bravo, Vicente Guerrero, Miguel Hidalgo y Costilla, José Mariano Jiménez, Mariano Matamoros, Francisco Javier Mina, Andrés Quintana Roo, Leona Vicario et Guadalupe Victoria.
Morelos est aussi l'auteur du texte Sentimientos de la Nación (es).
Il est également le père du politicien, militaire et diplomate Juan Nepomuceno Almonte, vétéran des guerres du Texas sous les ordres de Santa Anna et du siège de Fort Alamo. En tant que diplomate, Almonte sera le représentant personnel de l'empereur Maximilien Ier auprès de Napoléon III.

## Hommages
(liste non exhaustive)

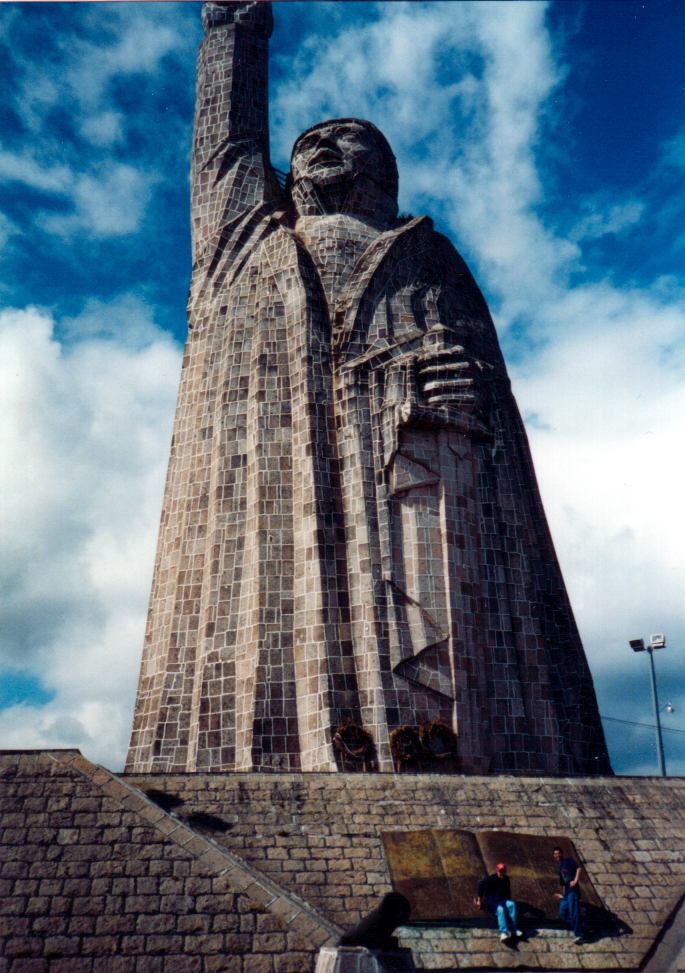
Statue de José María Morelos sur l'île de Janitzio, Michoacán (Mexique)

Héros national, il a eu droit à plusieurs hommages posthumes :
- En 1828, sa ville natale de Valladolid est débaptisée et renommée Morelia en son honneur ;
- en 1869, le président Benito Juarez décrète la création de l'État qui porte encore aujourd'hui son nom : Morelos.

Plusieurs statues ont été construites à sa mémoire, dont :
- Une statue monumentale de 40 m érigée en 1933 sur l'île de Janitzio, près du lac de Lac de Pátzcuaro, dans l’État Mexicain de Michoacán. Dans la base de la statue, des fresques murale dépeignent la vie de Morelos.
- Une statue équestre en bronze érigée en 1980 à Lincoln Park, à Los Angeles (Californie), cadeau du président mexicain José López Portillo[1].

Dans une lettre en date du 2 octobre 2020, le président mexicain Andrés Manuel López Obrador a invité le pape François à réhabiliter ce héros de la nation mexicaine: «seule votre sensibilité pourrait comprendre la transcendance d’un tel acte de contrition historique». 

## Numismatique
Durant ses campagnes militaires, Morelos a émis dans les territoires qu'il contrôlait entre 1811 et 1814, de très nombreuses monnaies, principalement en cuivre, qui devaient en principe être échangées après sa victoire (qui n'eut pas lieu) contre des monnaies d'argent de valeur égale.
Morelos a figuré sur le peso de 1950 et sur ceux frappés entre 1957 et 1967, les dernières frappes étant celles des années 1984 à 1989.
Il figure sur les nouvelles pièces de 20 pesos de circulation courante émises en 2015. Il a aussi figuré sur de nombreux billets de banque, son portrait orne depuis 2004 le billet de 50 pesos actuellement en circulation .